# Atletismo nos Jogos Olímpicos de Verão de 2012 - 1500 m masculino
A competição dos 1500 metros masculino nos Jogos Olímpicos de Verão de 2012 aconteceu entre os dias 3 e 7 de agosto no Estádio Olímpico de Londres.
Taoufik Makhloufi, da Argélia, conquistou a medalha de ouro com o tempo de 3m34s08.

## Calendário
Horário local (UTC+1).
| Data        | Horário | Fase            |
| ----------- | ------- | --------------- |
| 3 de agosto | 20:05   | Primeira rodada |
| 5 de agosto | 20:15   | Semifinais      |
| 7 de agosto | 21:15   | Final           |

## Medalhistas
| Ouro   | ALG Taoufik Makhloufi |
| Prata  | USA Leonel Manzano    |
| Bronze | MAR Abdalaati Iguider |

## Recordes
Antes desta competição, os recordes mundiais e olímpicos da prova eram os seguintes:
| Tipo | Atleta             | Tempo   | Local  | Data                   |
| ---- | ------------------ | ------- | ------ | ---------------------- |
|      | Hicham El Guerrouj | 3:26.00 | Roma   | 14 de julho de 1998    |
|      | Noah Ngeny         | 3:32.07 | Sydney | 29 de setembro de 2000 |

## Primeira fase

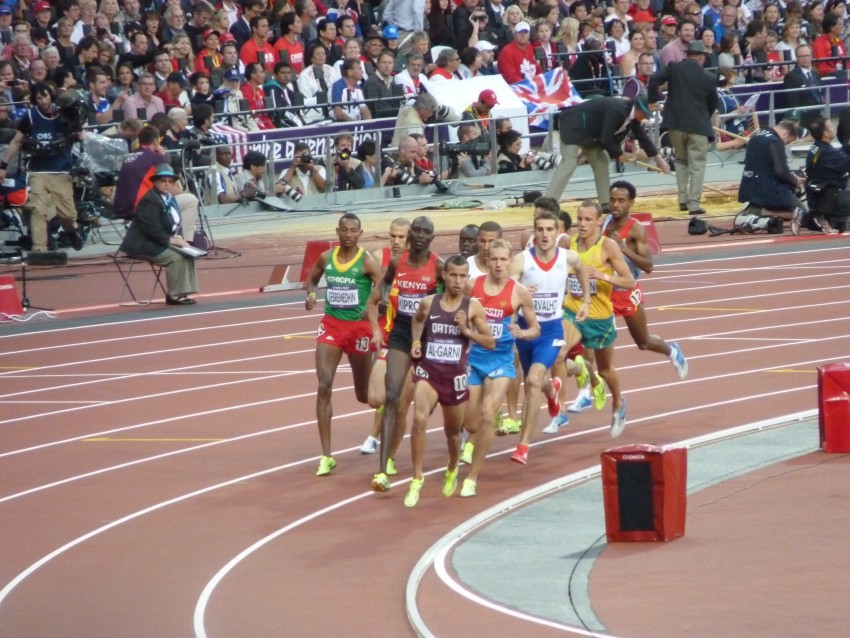
Uma das baterias preliminares dos 1500 metros.

### Bateria 1
| Pos. | Nome                 | CON                | Tempo   | Notas |
| ---- | -------------------- | ------------------ | ------- | ----- |
| 1    | Taoufik Makhloufi    | ALG Argélia        | 3:35.15 | Q     |
| 2    | Mekonnen Gebremedhin | ETH Etiópia        | 3:36.56 | Q     |
| 3    | Asbel Kiprop         | KEN Quênia         | 3:36.59 | Q     |
| 4    | Ross Murray          | GBR Grã-Bretanha   | 3:36.74 | Q     |
| 5    | Mohamad Al-Garni     | QAT Catar          | 3:36.99 | Q     |
| 6    | Leonel Manzano       | USA Estados Unidos | 3:37.00 | Q     |
| 7    | Florian Carvalho     | FRA França         | 3:37.05 | q,    |
| 8    | Mohamed Moustaoui    | MAR Marrocos       | 3:37.41 | q     |
| 9    | Ryan Gregson         | AUS Austrália      | 3:38.54 | q     |
| 10   | Belal Mansoor Ali    | BRN Bahrein        | 3:38.69 | q     |
| 11   | Yegor Nikolayev      | RUS Rússia         | 3:38.92 | q,    |
| 12   | Álvaro Rodríguez     | ESP Espanha        | 3:41.54 |       |
| 13   | Teklit Teweldebrhan  | ERI Eritreia       | 3:42.88 |       |
| 14   | Mamadou Barry        | GUI Guiné          | 4:05.08 |       |
| 15   | Rabiou Guero Gao     | NIG Níger          | 4:05.46 |       |

### Bateria 2
| Pos. | Nome                    | CON                | Tempo   | Notas                |
| ---- | ----------------------- | ------------------ | ------- | -------------------- |
| 1    | Mohammed Shaween        | KSA Arábia Saudita | 3:39.42 | Q,                   |
| 2    | Hamza Driouch           | QAT Catar          | 3:39.67 | Q                    |
| 3    | İlham Tanui Özbilen     | TUR Turquia        | 3:39.70 | Q                    |
| 4    | Silas Kiplagat          | KEN Quênia         | 3:39.79 | Q                    |
| 5    | Nathan Brannen          | CAN Canadá         | 3:39.95 | Q                    |
| 6    | Andrew Baddeley         | GBR Grã-Bretanha   | 3:40.34 | Q                    |
| 7    | Andrew Wheating         | USA Estados Unidos | 3:40.92 | q                    |
| 8    | David Bustos            | ESP Espanha        | 3:41.34 |                      |
| 9    | Dmitrijs Jurkevičs      | LAT Letônia        | 3:41.40 |                      |
| 10   | Dawit Wolde             | ETH Etiópia        | 3:41.81 |                      |
| 11   | Niclas Sandells         | FIN Finlândia      | 3:42.67 |                      |
| 12   | Jamale Aarrass          | FRA França         | 3:45.13 |                      |
| 13   | Mohamed Hassan Mohamed  | SOM Somália        | 3:46.16 |                      |
| 14   | Nabil Mohammed Al-Garbi | YEM Iêmen          | 3:55.46 | Recorde da temporada |
| —    | Amine Laâlou            | MAR Marrocos       | —       | DNS                  |

### Bateria 3
| Pos. | Nome                    | CON                | Tempo   | Notas                |
| ---- | ----------------------- | ------------------ | ------- | -------------------- |
| 1    | Nick Willis             | NZL Nova Zelândia  | 3:40.92 | Q                    |
| 2    | Abdalaati Iguider       | MAR Marrocos       | 3:41.08 | Q                    |
| 3    | Yoann Kowal             | FRA França         | 3:41.12 | Q                    |
| 4    | Henrik Ingebrigtsen     | NOR Noruega        | 3:41.33 | Q                    |
| 5    | Matthew Centrowitz, Jr. | USA Estados Unidos | 3:41.39 | Q                    |
| 6    | Carsten Schlangen       | GER Alemanha       | 3:41.51 | Q                    |
| 7    | Diego Ruiz              | ESP Espanha        | 3:41.52 |                      |
| 8    | Aman Wote               | ETH Etiópia        | 3:41.67 |                      |
| 9    | Nixon Chepseba          | KEN Quênia         | 3:42.29 | Q*                   |
| 10   | Emad Noor               | KSA Arábia Saudita | 3:42.95 |                      |
| 11   | Eduar Villanueva        | VEN Venezuela      | 3:43.11 |                      |
| 12   | Andreas Vojta           | AUT Áustria        | 3:43.52 |                      |
| 13   | Ciarán O'Lionaird       | IRL Irlanda        | 3:48.35 | Recorde da temporada |
| 14   | Samuel Vázquez          | PUR Porto Rico     | 3:49.19 |                      |

## Semifinais

### Bateria 1
| Pos. | Nome                 | CON                | Tempo   | Notas |
| ---- | -------------------- | ------------------ | ------- | ----- |
| 1    | Taoufik Makhloufi    | ALG Argélia        | 3:42.25 | Q     |
| 2    | Asbel Kiprop         | KEN Quênia         | 3:42.92 | Q     |
| 3    | Mekonnen Gebremedhin | ETH Etiópia        | 3:42.93 | Q     |
| 4    | Leonel Manzano       | USA Estados Unidos | 3:42.94 | Q     |
| 5    | Henrik Ingebrigtsen  | NOR Noruega        | 3:43.26 | Q     |
| 6    | Mohamed Moustaoui    | MAR Marrocos       | 3:43.33 |       |
| 7    | Mohammed Shaween     | KSA Arábia Saudita | 3:43.39 |       |
| 8    | Yoann Kowal          | FRA França         | 3:43.48 |       |
| 9    | Andrew Wheating      | USA Estados Unidos | 3:44.88 |       |
| 10   | Ross Murray          | GBR Grã-Bretanha   | 3:44.92 |       |
| 11   | Hamza Driouch        | QAT Catar          | 3:49.40 |       |
| 12   | Ryan Gregson         | AUS Austrália      | 3:51.86 |       |

### Bateria 2
| Pos. | Nome                    | CON                | Tempo   | Notas           |
| ---- | ----------------------- | ------------------ | ------- | --------------- |
| 1    | Abdalaati Iguider       | MAR Marrocos       | 3:34.00 | Q,              |
| 2    | Silas Kiplagat          | KEN Quênia         | 3:34.60 | Q               |
| 3    | Nick Willis             | NZL Nova Zelândia  | 3:34.70 | Q               |
| 4    | Nixon Chepseba          | KEN Quênia         | 3:34.89 | Q               |
| 5    | Matthew Centrowitz, Jr. | USA Estados Unidos | 3:34.90 | Q,              |
| 6    | İlham Tanui Özbilen     | TUR Turquia        | 3:35.18 | q               |
| 7    | Belal Mansoor Ali       | BRN Bahrein        | 3:35.40 | q,              |
| 8    | Andrew Baddeley         | GBR Grã-Bretanha   | 3:36.03 |                 |
| 9    | Mohamad Al-Garni        | QAT Catar          | 3:36.78 |                 |
| 10   | Yegor Nikolayev         | RUS Rússia         | 3:37.28 | Recorde pessoal |
| 11   | Carsten Schlangen       | GER Alemanha       | 3:38.23 |                 |
| 12   | Nathan Brannen          | CAN Canadá         | 3:39.26 |                 |
| 13   | Florian Carvalho        | FRA França         | 3:40.61 |                 |

## Final
| Pos.              | Nome                    | CON                | Tempo   | Notas                |
| ----------------- | ----------------------- | ------------------ | ------- | -------------------- |
| Medalha de ouro   | Taoufik Makhloufi       | ALG Argélia        | 3:34.08 |                      |
| Medalha de prata  | Leonel Manzano          | USA Estados Unidos | 3:34.79 | Recorde da temporada |
| Medalha de bronze | Abdalaati Iguider       | MAR Marrocos       | 3:35.13 |                      |
| 4                 | Matthew Centrowitz, Jr. | USA Estados Unidos | 3:35.17 |                      |
| 5                 | Henrik Ingebrigtsen     | NOR Noruega        | 3:35.43 | Recorde nacional     |
| 6                 | Mekonnen Gebremedhin    | ETH Etiópia        | 3:35.44 |                      |
| 7                 | Silas Kiplagat          | KEN Quênia         | 3:36.19 |                      |
| 8                 | İlham Tanui Özbilen     | TUR Turquia        | 3:36.72 |                      |
| 9                 | Nick Willis             | NZL Nova Zelândia  | 3:36.94 |                      |
| 10                | Belal Mansoor Ali       | BRN Bahrein        | 3:37.98 |                      |
| 11                | Nixon Chepseba          | KEN Quênia         | 3:39.04 |                      |
| 12                | Asbel Kiprop            | KEN Quênia         | 3:43.83 |                      |

Legenda
| Recorde mundial      | Recorde mundial (World record)               |                       | Recorde africano                      | Recorde africano (African) |                                           | Q | Classificado por posição (Qualified) |
| Recorde olímpico     | Recorde olímpico (Olympic record)            | Recorde da América    | Recorde da América (Americas)         | q                          | Classificado por melhor tempo (Qualified) |   |                                      |
| Melhor marca do ano  | Melhor marca do ano (World leading)          | Recorde asiático      | Recorde asiático (Asian)              | DNS                        | Não largou (Did not start)                |   |                                      |
| Recorde nacional     | Recorde nacional (National record)           | Recorde europeu       | Recorde europeu (European)            | DNF                        | Não terminou (Did not finish)             |   |                                      |
| Recorde pessoal      | Recorde pessoal do atleta (Personal best)    | Recorde da Oceania    | Recorde da Oceania (Oceania)          | DSQ / DQ                   | Desclassificado (Disqualified)            |   |                                      |
| Recorde da temporada | Recorde da temporada do atleta (Season best) | Recorde sul-americano | Recorde sul-americano (South America) | NM                         | Sem marca (No mark)                       |   |                                      |